# Wind (Band)
Wind ist eine deutsche Schlager-Band, die dreimal beim Eurovision Song Contest teilnahm und dabei zweimal den zweiten Platz belegte.

## Werdegang
Gründungsmitglieder von Wind waren Alexander „Ala“ Heiler (* 13. Dezember 1953 in Stuttgart), Christiane von Kutzschenbach (* 5. November 1963), Willie Jakob (* 2. Mai 1953), Sami Kalifa (* 24. August 1960 in Wiesbaden) und Petra Scheeser (* 20. Mai 1966 in München). Christiane „Miss Chris“, Ala, Willie und Sami arbeiteten bereits vorher als A-cappella-Gruppe „Voices in Touch“ zusammen. Über die Firma Jupiter Records in München kam als Leadsänger Rainer Höglmeier (* 8. Juni 1962 in Regensburg) zur Gruppe.
Die Gruppe stellte das von Hanne Haller komponierte und getextete Lied Für alle bei der Vorentscheidung zum Eurovision Song Contest 1985 vor und holte den Sieg. Bei der Internationalen Veranstaltung in Göteborg belegte die Gruppe dann mit diesem Song für Deutschland den zweiten Platz. Im Anschluss gewann man mit Für alle auch die ZDF-Hitparade.
Nach dem großen Erfolg beim Grand Prix 1985 nahm Wind auch 1987 an diesem Wettbewerb teil, allerdings in anderer Besetzung. An Stelle von Rainer Höglmeier und Willie Jakob, welche die Gruppe verlassen hatten, kam Andreas Lebbing (* 9. Juni 1960 in Bocholt), der vorher unter den Künstlernamen Andy Andres und Andreas Haas aktiv war, als neuer Leadsänger dazu. Nach der Vorentscheidung stieß noch Rob Pilatus (* 8. Juni 1964, † 3. April 1998) zur Gruppe. Der Beitrag Laß die Sonne in dein Herz von Ralph Siegel/Bernd Meinunger belegte erneut den zweiten Platz. Der Titel gehört zu den größten Hits der Gruppe.
1990 verließen die Gründungsmitglieder Heiler und von Kutzschenbach die Gruppe, sodass zunächst nur ein Trio übrig blieb: Andreas Lebbing, Sami Kalifa und Petra Scheeser. Lebbing verließ zunächst 1991 die Gruppe, dafür kamen Oliver Hahn (* 18. Juni 1963 in Bamberg), Stefan Marò (Stefan Erz) und Albert Oberloher (* 21. Juli 1962 in Haag in Oberbayern; später Ehemann von Michelle) dazu. In dieser Formation gewann die Band 1992 den Vorentscheid zum Eurovision Song Contest und nahm in Malmö zum dritten Mal an diesem Wettbewerb teil. Ihr Titel Träume sind für alle da, wieder von Siegel/Meinunger, erreichte aber nur Platz 16.
In den späten 1990er Jahren verließen Scheeser sowie die erst seit 1992 zugehörigen Mitglieder Hahn und Marò die Gruppe. Angelique Damschen (* 8. Mai 1967 in Duisburg) war zwei Jahre (1996–1998) bei Wind und eine Bereicherung, was den Satzgesang betraf, stieg dann aber aus. Kurz danach verließ Sami Kalifa die Band. Bis 2005 gehörten neben Andreas Lebbing (Leadsänger) noch der Manager Albert Oberloher sowie die Sängerinnen Iris Remmertz (* 20. Juni 1967 in Mönchengladbach) und Natasja Marinkovic (* 4. Oktober 1976 in Venray/Niederlande) zu Wind.
1998 nahm Wind in der Besetzung Lebbing, Oberloher, Hohl und Remmertz bei der Deutschen Vorausscheidung zum Eurovision Song Contest 1998 teil. Sie begleiteten die Rapsängerin Diana mit dem Lied Laß die Herzen sich berühren. Im gleichen Jahr beteiligte sich Wind mit Sonne, Mond und leuchtende Sterne am Grand Prix des Schlagers und erreichte Platz fünf. 1999 versuchten sie es erneut bei der Deutschen Vorausscheidung zum Eurovision Song Contest in Bremen mit Lost in Love, belegten aber nur Platz 10.
Seit dem 1. Januar 2009 tritt die Gruppe mit dem Frontmann Andreas Lebbing als Trio auf, seit 2010 ist die Sängerin Carolin Lebbing (geb. Frölian) (* 1986 in Bocholt) dabei, die auch als Texterin für Wind tätig ist. Nach Iris Criens (* 20. Juni 1967 in Mönchengladbach) haben die Sängerinnen Lena-Marie Engel (* 1989) und Julia Breuer beide jeweils das Trio vervollständigt. Seit Mitte 2018 bereicherte Jasmin Kneepkens das Trio, muss aber seit Ende 2023 aus gesundheitlichen Gründen pausieren.
Heute sind Andreas Lebbing und Carolin Lebbing die Gesichter und kreativen Köpfe von Wind – begleitet von Musiker Kolleginnen. Als ihre Kernanliegen beschreibt die Gruppe "eingängige Melodien, starke Emotionen und eine klare Botschaft: das Leben ist schön!"
Ihr aktuelles Album heißt "Gute Laune", die aktuelle Single "Glücklich". Die Band veröffentlicht auf dem eigenen Label "Wolkenschloß" (Stand 2025).

## Musikstil und besondere Produktionen
Die Musik von WIND bewegt sich hauptsächlich im Bereich des deutschen Schlagers, geprägt von eingängigen Melodien, mehrstimmigem Gesang und positiven, lebensbejahenden Texten. Charakteristisch ist der harmonische Chorgesang, der sich wie ein roter Faden durch die gesamte Bandgeschichte zieht – von den frühen Grand-Prix-Titeln bis zu den modernen Studioalben.
Ein besonderes Projekt der Gruppe ist das im Jahr 2004 erschienene Album „Wunderbar (Our Dream Comes True)“. Es enthält englischsprachige Interpretationen international erfolgreicher Titel, die von deutschen Komponisten stammen. Produziert wurde das Album von Hermann Weindorf in den Münchner Weryton Studios, begleitet von Live-Playbacks der Münchner Philharmoniker. Titel wie „Mack the Knife“, „Wonderland by Night“ und „Danke Schön“ verbinden internationale Klangfarben mit deutscher Kompositionskunst und zeigen die stilistische Bandbreite von WIND über das klassische Schlager-Repertoire hinaus.
Ein weiteres musikalisches Highlight erschien 2019 auf dem Album „Millionen Momente“. Der Titel „Innamorato“ wurde gemeinsam mit dem renommierten Metropole Orkest aus den Niederlanden eingespielt und zeigt die Ambition der Gruppe, auch orchestrale Klangwelten in den modernen Schlagerkontext zu integrieren. 
Zum Stil der Gruppe gehört neben poppigen und schlageresken Klängen auch eine besondere Affinität zur Ballade. WIND hat über die Jahre hinweg immer wieder gefühlvolle, ruhige Titel veröffentlicht, die emotionale Tiefe und musikalische Sensibilität zeigen. Durchweg am erfolgreichsten waren und sind jedoch die fröhlichen, beschwingten und mutmachenden Songs – sie prägen das Profil der Gruppe bis heute.

## Ehrungen
Wind gewann einmal die ZDF-Hitparade und wurde mit der Goldenen Stimmgabel ausgezeichnet.

## Diskografie
Studioalben
- Stürmische Zeiten – 1985
- Laß die Sonne in dein Herz – 1987
- Alles klar – 1989
- Hitze – 1990
- Ebbe und Flut – 1991
- Total verliebt – 1994
- Mit Herz und Seele – 1995
- Spürbar nah – 1997
- Frischer Wind – 1998
- Sonnenklar – 2001
- Kein Weg zu weit – 2002
- Wunderbar – 2004
- Nimm mich mit – 2005
- Schön war die Zeit – 2007
- Winterwonderland – 2008
- Auf Kurs – 2009
- Drei Gesichter – 2012
- Für Deutschland – 2014
- Liebes Leben – 2017
- Lass den Schlager in dein Herz – 2018
- Millionen Momente – 2019
- Startbereit – 2022
- Winterzauber – 2022
- Gute Laune – 2024

Kompilationen
- Jeder hat ein Recht auf Liebe – 1987
- Träume sind für alle da – 1992
- Das Beste – 2003
- Leb deinen Traum – Unsere größten Hits – 2008
- Himmel im Kopf – Das Beste vom Besten – 2015

Videoalben
- Sonnenklar – 2001
- Wunderbar … Our Dream Comes True – Live – 2006

Singles (Auswahl)
- Für alle (1985)
- Laß die Sonne in dein Herz (1987)
- Jeder hat ein Recht auf Liebe (1987)
- Piña Colada (1989)
- Träume sind für alle da (1992)
- Wer die Augen schließt (wird nie die Wahrheit seh’n) 2015 (2015; als Teil von Mut zur Menschlichkeit)
- In einem himmelblauen Cadillac (2019)
- Glücklich (2025)